# フォボス・モノリス

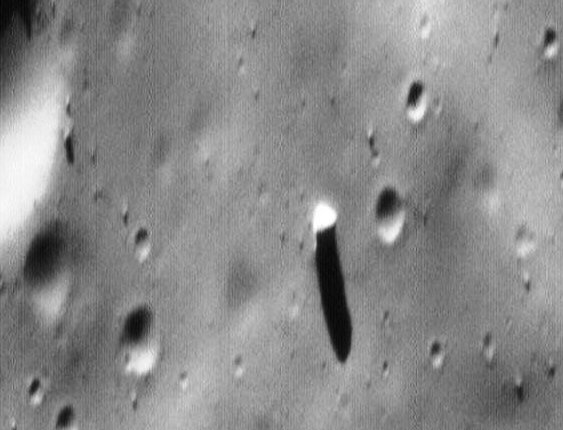
中央にある影の長い岩がフォボス・モノリス。マーズ・グローバル・サーベイヤーが撮影。(MOC Image 55103, 1998).

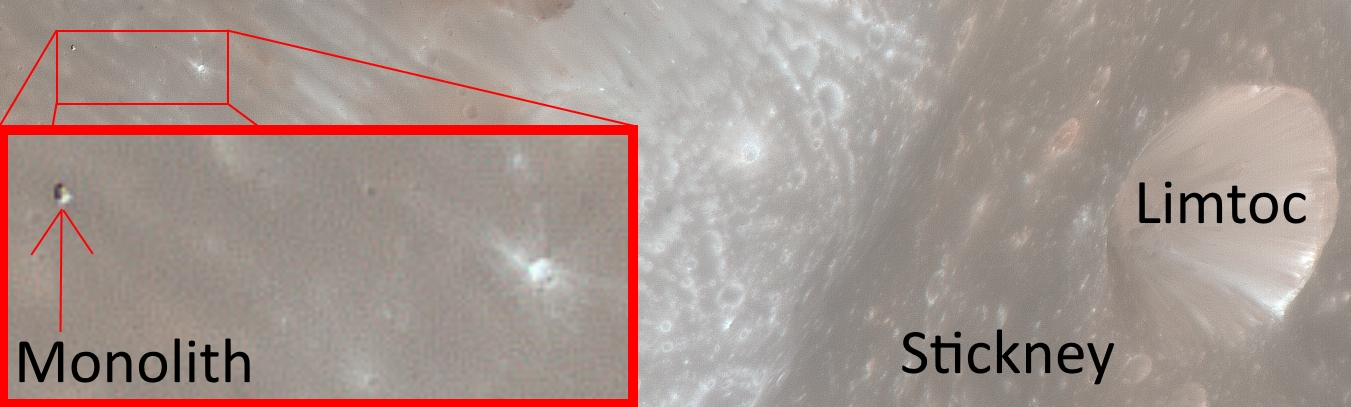
フォボス・モノリスの位置。右側にあるのがスティックニー。(HiRISE image PIA10368)

フォボス・モノリスは、火星の衛星であるフォボスにある岩である。岩の大きさは85mから90mに達する。

## 概要
モノリスというのは地質学に見られる特徴の1つであり、一つの岩から成る石を指すので一枚岩とも言われ、地球にもウルルなどが存在する。フォボス・モノリスはフォボスに別の天体が衝突した時に噴出した岩が由来ではないかと考えられている。スティックニーの付近にあり、影が長く、よく目立つ。エフレイン・パレルモによって発見され、ジョンソン宇宙センターの画像分析担当者ラン・フレミングなども確認した。フレミングはフォボス・モノリスが人工物である可能性を視野に入れている。
フォボス・モノリスの探査はPRIME(Phobos Reconnaissance and International Mars Exploration、直訳するとフォボスの探査及び国際火星探査)というミッションが予定されている。PRIMEミッションはオービターとランダーから成り、フォボスの地質を調べるために4つの機器が設計されて打ち上げられる予定であった。現在ではPRIMEミッションは発射日さえ計画されていない。元宇宙飛行士のバズ・オルドリンはフォボス・モノリスの探査に関心をもっている。